# Hidetaka Sato
Hidetaka Sato (1978) è un astronomo amatoriale giapponese, di professione ostetrico.
In campo astronomico si occupa in particolare di comete e di asteroidi osservando dall'Osservatorio astronomico Gunma (Gunma Astronomical Observatory, in sigla GAO), situato nei pressi del villaggio Takayama.
Collabora alle ricerche effettuate dal Programma T3.

## Osservazioni e studi sulle comete
Hidetaka Sato è particolarmente attivo nel campo degli studi cometari. Ha identificato in una cometa appena scoperta il ritorno della 332P/Ikeya-Murakami nonché il nucleo secondario ancora in fase di conferma. Ha scoperto la natura cometaria di oggetti ritenuti asteroidi come la 283P/Spacewatch e la P/2017 TW13 Lemmon. Ha riscoperto numerose comete tra le quali 285P/LINEAR, 286P/Christensen, 294P/LINEAR, 304P/Ory, 306P/LINEAR, 325P/Yang-Gao e 339P/Gibbs.

## Riconoscimenti
Gli è stato dedicato un asteroide, 49699 Hidetakasato.